# Cavalerie française pendant la Seconde Guerre mondiale

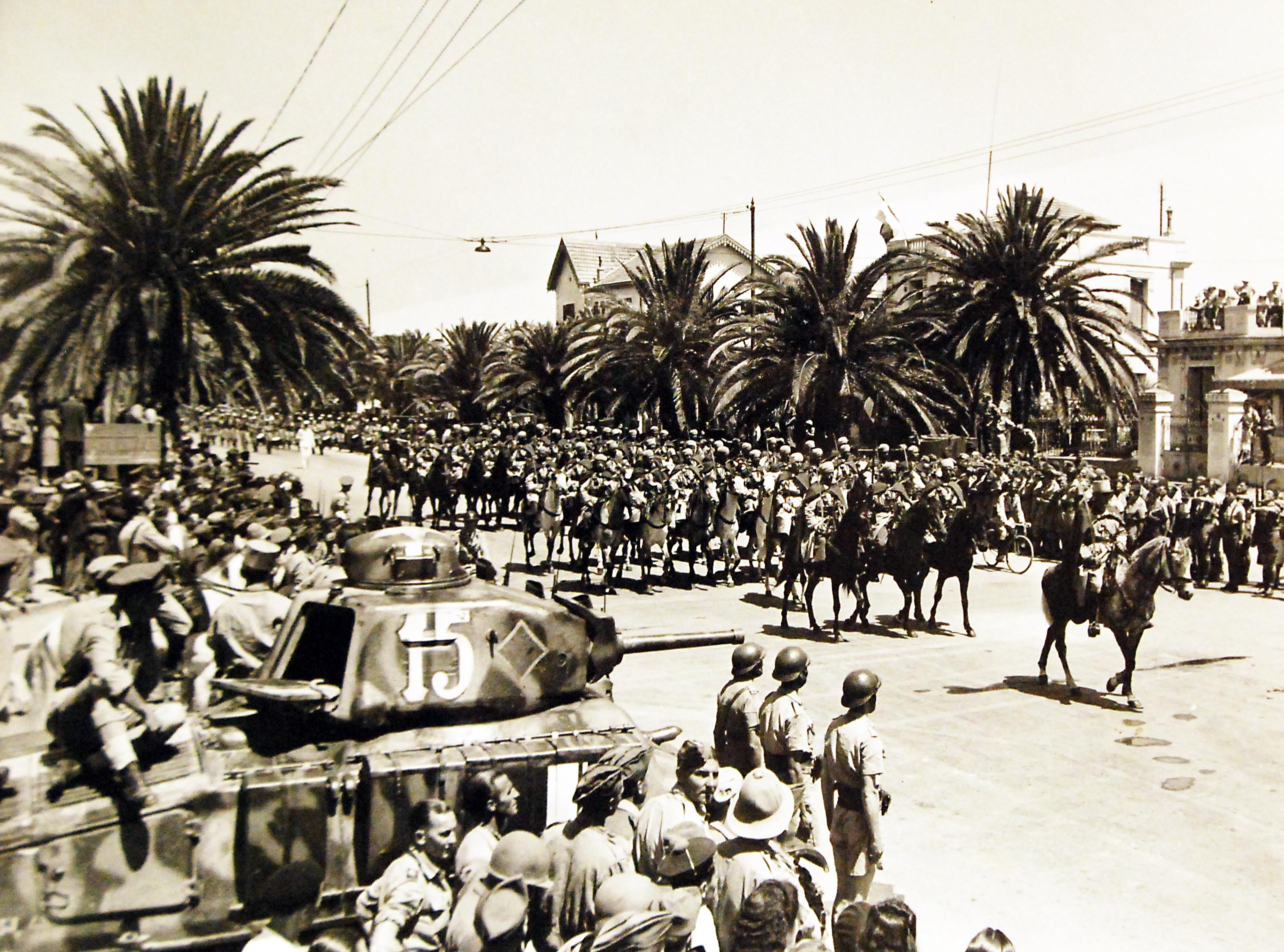
À Tunis le 20 mai 1943, des chars SOMUA S35 des chasseurs d'Afrique regardent défiler des spahis montés. La cavalerie française de la Seconde Guerre mondiale est marquée par la coexistence des blindés et des chevaux.

La cavalerie française pendant la Seconde Guerre mondiale participe fortement aux opérations. Partiellement motorisée après la Première Guerre mondiale, elle combat pendant la Bataille de France avec des unités à cheval et des unités mécaniques. Le 1er décembre 1942, elle fusionne avec les chars de l'infanterie pour former l'Arme blindée et cavalerie, les unités de cavalerie, majoritairement mécanisées, continuant de combattre jusqu'à la fin de la guerre.

## Situation avant-guerre

### Après-guerre

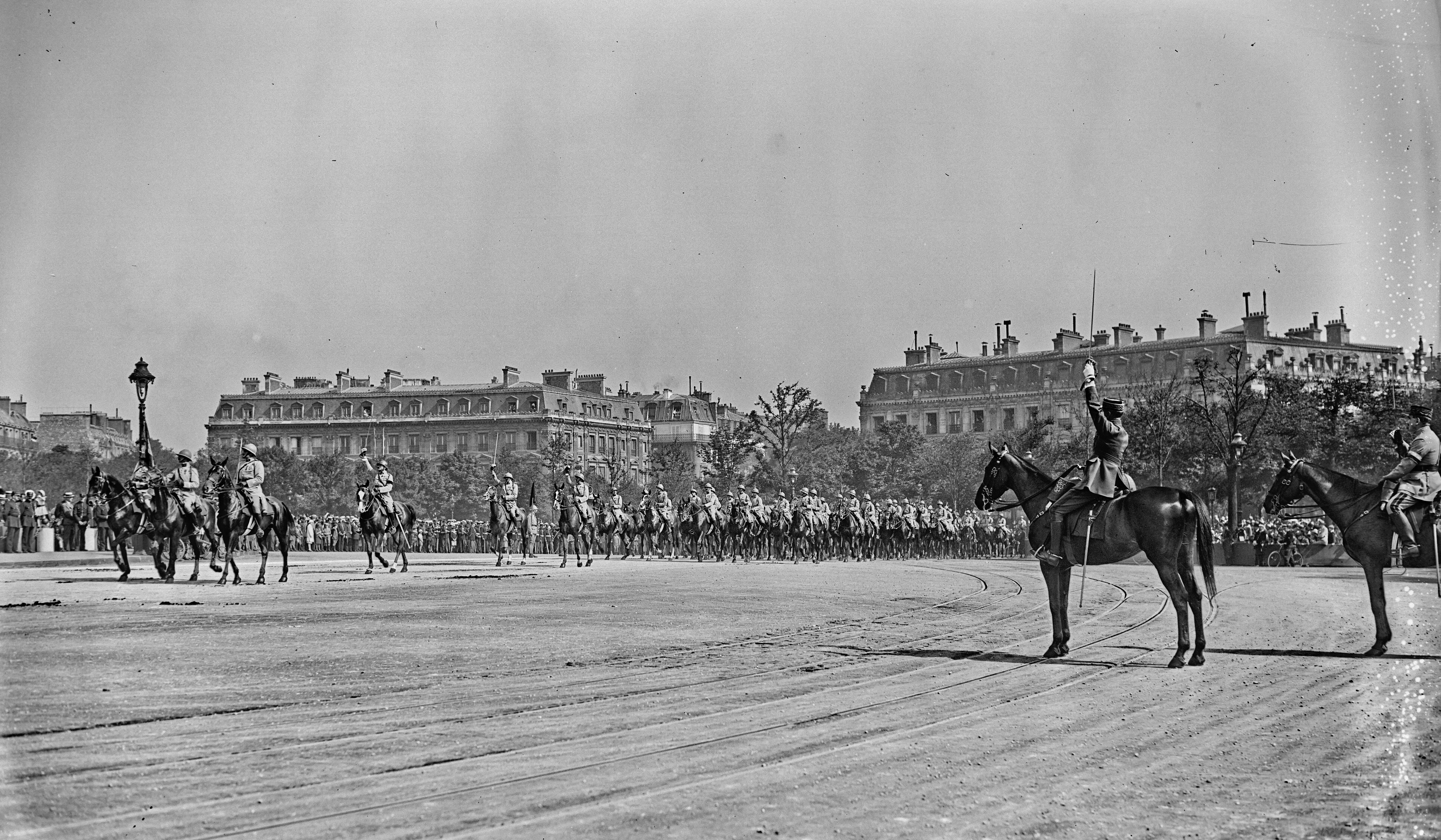
Les cavaliers de la 1re DC passent devant le général Gouraud, gouverneur militaire de Paris, le 14/7/1925.

Dans les années 1920, les cinq divisions de cavalerie (DC) sont à trois brigades de deux régiments de cavalerie, plus un groupe (puis régiment) d'artillerie à cheval, deux ou trois escadrons d'automitrailleuses de cavalerie (EAMC) et un groupe de chasseurs cyclistes.
En 1928, il est décidé de remplacer les groupes de chasseurs cyclistes par des bataillons de dragons portés (BDP) sur motocyclettes et semi-chenillés non blindés.
Selon le nouveau modèle de division de cavalerie adopté en 1932, les EAMC sont regroupés en groupes d'automitrailleuses (GAM) tandis que les régiments d'artillerie des DC sont montés.

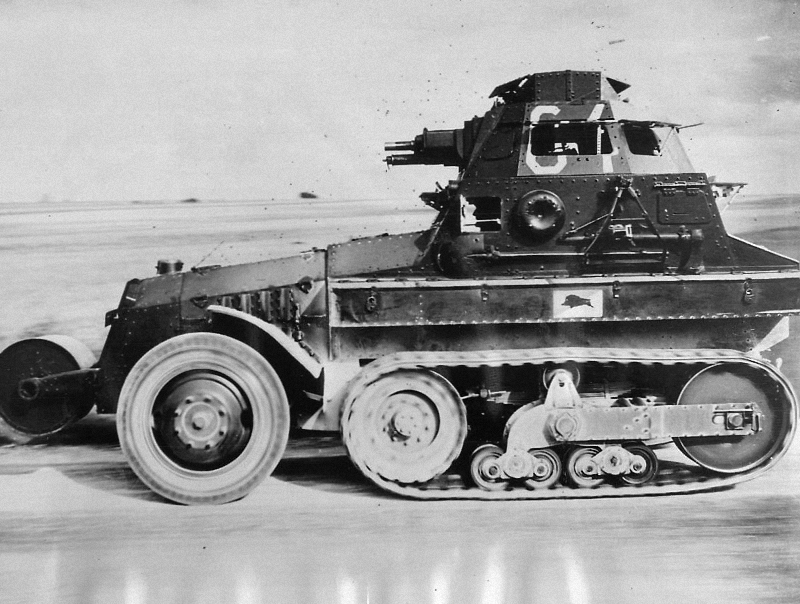
Une AMC Schneider P16 du de dragons (1re DLM) vers 1936.

En 1935, est créée la première division légère mécanique (DLM) puis la 2e DLM en 1936.

## En 1939-1940

### Organisation en 1939
À la mobilisation de septembre 1939, la cavalerie dispose en métropole de deux divisions légères mécaniques, trois divisions de cavalerie et deux brigades de spahis indépendantes, en plus des groupes de reconnaissance de division d'infanterie et de corps d'armée qui viennent d'être mis sur pied.

### Réorganisation en 1940

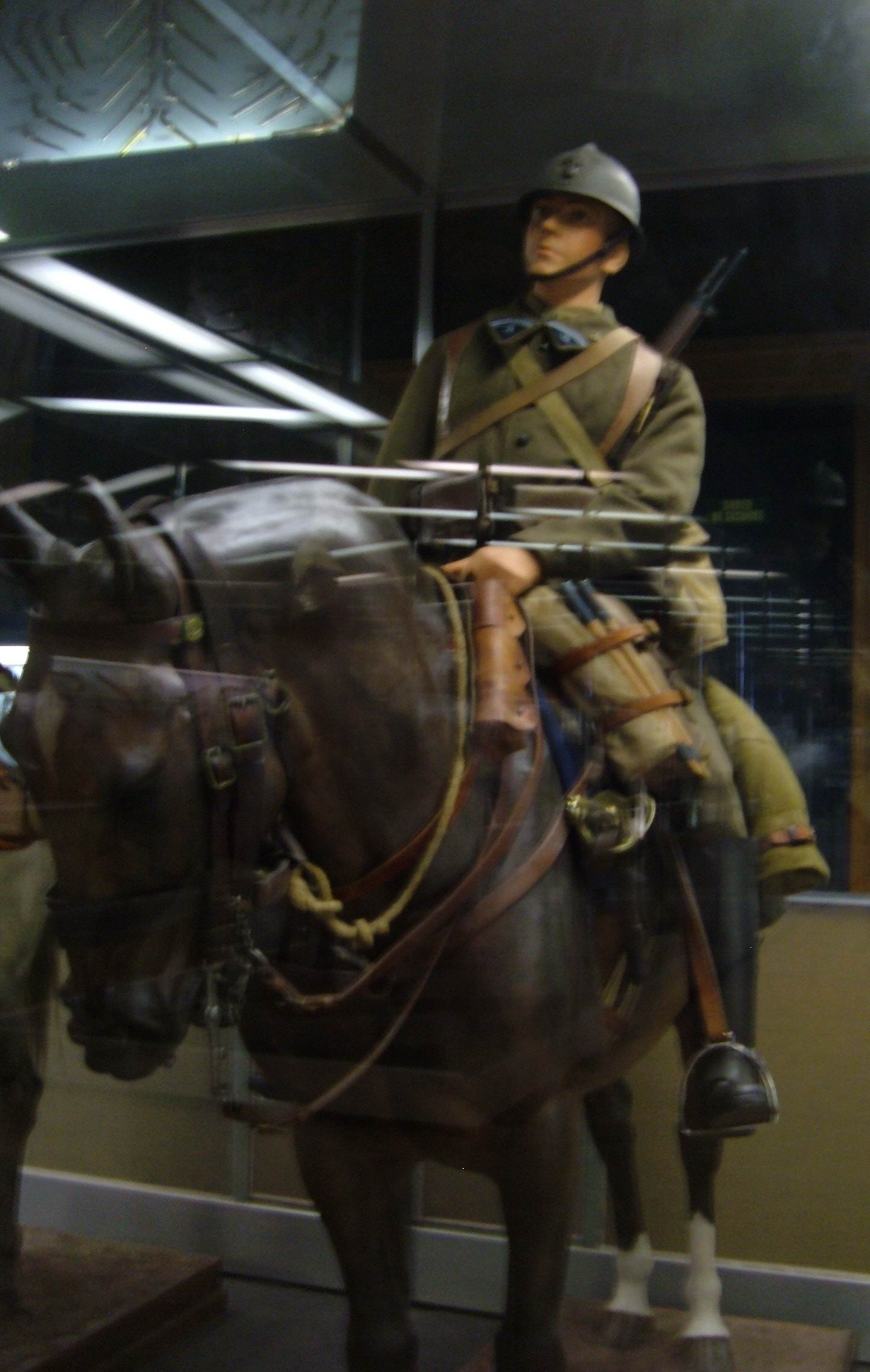
Uniforme d'un cavalier du 4e régiment de hussards (3e DLC) en 1940.

Fin 1939, il est décidé de transformer les trois divisions de cavalerie en cinq divisions légères. Cette réorganisation en effectuée en février 1940 puis en mars les divisions légères sont renommées divisions légères de cavalerie.
La 1re et la 2e DLM forment le corps de cavalerie destiné à couvrir la montée en Belgique, selon le plan Dyle prévu en cas d'invasion de la Belgique. Les DLC sont destinées à tenir les Ardennes dans le cadre de ce plan,.
La 3e DLM est créée en février 1940 à partir d'unités neuves et remplace la 1re DLM au corps de cavalerie.

### Bataille de France
En mai 1940, l'Armée dispose en métropole de trois DLM, de cinq DLC, de la 1re brigade de cavalerie (en) et des 1re, 2e et 3e brigades de spahis.
Le corps de cavalerie combat à Hannut du 12 au 14 mai et contient les Allemands au prix de pertes élevées. La 1re DLM s'élance jusqu'en Hollande avant de devoir se replier. En effet, les Allemands traversent les Ardennes face aux DLC et aux brigades indépendantes qui ne parviennent pas à les arrêter.
Après la dislocation des DLM à Dunkerque, il est décidé en juin 1940 de les reconstituer sous un format réduit, avec une seule brigade. En plus de la reformation des 1re, 2e et 3e DLM, les 4e et 7e divisions légère mécanique sont formées début juin 1940 par la transformation des 1re et 4e divisions légère de cavalerie (DLC).

## Armée de Vichy
Après l'armistice du 22 juin 1940, les Allemands n'autorisent qu'une Armée de format réduit en « zone libre ». À chaque division militaire de l'Armée de Vichy est rattaché un régiment de dragons ou de cuirassiers, avec deux escadrons à cheval, trois escadrons cyclistes (équipés notamment de mitrailleuses et de mortiers de 81) et d'un escadron d'AMD Panhard 178 privées de canon antichar. Une brigade de cavalerie est affectée à chacun des deux groupes de divisions militaires, formée de deux régiments de hussards à quatre escadrons montés et un escadron d'armes lourdes (mitrailleuses et mortiers de 81).
Des troupes plus conséquentes et mieux blindées sont présentes aux colonies pour défendre l'Empire colonial.

## France libre
Début juillet 1940, 42 spahis du 1er régiment de spahis marocains rejoignent la France libre. Ils forment en 1941 le 1er groupe de reconnaissance de corps d'armée (futur 1er régiment de marche de spahis marocains). Après le ralliement du Tchad à la France libre, le colonel Leclerc dispose de 800 méharistes des groupes nomades.

## Armée de la Libération

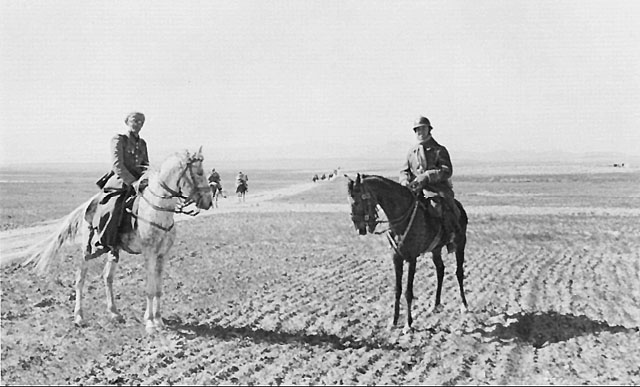
Spahis pendant la campagne de Tunisie, en février 1943.

Le 1er décembre 1942, elle fusionne avec les chars de l'infanterie pour former l'Arme blindée et cavalerie.